# Дубинка (Конотопський район)
Дуби́нка — село в Україні, у Дубов'язівській селищній громаді Конотопського району Сумської області. Населення становить 120 осіб у 2024 році. Колишній орган місцевого самоврядування — Гружчанська сільська рада. Через село протікає річка Єзуч.

## Географія
Село Дубинка знаходиться на лівому березі річки Єзуч в місці впадання в неї річки Кросна, вище за течією на відстані 5 км розташоване село Гайки (ліквідовано в 1988 р.), нижче за течією на відстані 2 км розташоване село В'язове, на протилежному березі — село Червоний Яр, вище по течією річки Кросна примикає село Грузьке. Поруч проходять автомобільна дорога Т 1910 і залізнична робота, станція Дубинка.

## Назва
Існує дві версії походження назви села Дубинка: за прізвищем першого поселенця — Дубняк, або від того, що на місці, де заснували село, росло багато дубів.

## Населення

### Мова
Розподіл населення за рідною мовою за даними перепису 2001 року:
| Мова       | Кількість | Відсоток |
| ---------- | --------- | -------- |
| українська | 436       | 98.42 %  |
| російська  | 7         | 1.58 %   |
| Усього     | 443       | 100 %    |

## Історія
За переказами, село виникло десь у кінці XVII століття. Першими поселенцями були втікачі з Правобережної України, які рятувалися від гніту польських поміщиків.
Перші поселенці будувалися на одній вулиці, яку і зараз називають «Стара Дубинка». За часів царювання російської імператриці Катерини II у селі Грузьке оселився генерал Кирило Череп. У його володінні були навколишні села, у тому числі й Дубинка. У другій половині XIX століття в селі оселився нащадок Черепа — Михайло Васильович Черепов. Йому належало багато землі (селяни мали 0,6 десятин на сім'ю), цукровий завод, цегельня, волокуші, де збивали сукно з овечої шерсті. За переказами, поміщик програв цукровий завод у карти, і завод був вивезений до села Вовчик. Пізніше його викупив Терещенко і перевіз у село Слобода (нині Буринського р-ну).
Садиба поміщика знаходилася поблизу річки Єзуч, що протікає через село. Маючи велику потребу у воді для роботи цукрового заводу та цегельні, Черепов збудував греблю з міцним укріпленням, що збереглася до наших днів, а також ставок, зроблений руками селян. Його й нині називають «Панський став».
На початку XX століття в селі було одинадцять вулиць. Черепов купив частину землі за залізницею у поміщика Курдюмова, який мешкав у селі В'язове. Тут теж заселилися селяни. Нині цієї вулиці вже не існує, але місцевість і досі називають «Курдюмовщина». У 1902 році Черепов збудував школу на чотири класні кімнати.
У перші ж роки радянської окупації багато селян пішли працювати на залізницю та на підприємства до Конотопа. У 1925 році в селі була створена комсомольська організація, а в 1932 — партійна. У період колективізації взимку 1929—1930 років був створений перший колгосп «Більшовик». Село постраждало внаслідок геноциду українського народу, проведеного окупаційним урядом СССР 1923—1933 та 1946–1947 роках.
У 1961 році колгоспи сіл Грузьке, Дубинка та Землянка об'єднали в один колгосп «Дружба» з центром у Грузькому. Пізніше село Землянка відокремилося, утворивши самостійне господарство. Дубинка і сьогодні входить до складу сільгосппідприємства «Фортуна», що в селі Грузьке.

## Сьогодення
…..Лікарська амбулаторія, фельдшерський пункт, загальноосвітні школи І-III та І-II ступенів, сільський Будинок культури та бібліотека складають соціальну сферу села. П'ять приватних крамниць забезпечують мешканців села товарами, а поштове відділення — пресою…. Все це сьогодні зруйноване, село вимирає…

## Постаті
- Герасимук Олександр Петрович (1989—2023) — солдат збройних сил України, учасник російсько-української війни.